# Кубрат Пулев
Ку́брат Пу́лев (болг. Кубрат Пулев, нар. 4 травня 1981) — болгарський боксер-професіонал, виступає у важкій ваговій категорії. Чемпіон Європи з боксу серед аматорів (2008), чемпіон Європи з боксу за версією EBU (2012–2013), «регулярний» чемпіон WBA (Regular) (2024). Рідний брат відомого болгарського боксера Тервела Пулева.

## Любительська кар'єра
В лютому 2002 року, Пулев виграв "Кубок Странджа", відомий європейський турнір з боксу. Пулев переміг кубинського чемпіона світу Одланьера Соліса.
Не зміг взяти участь в чемпіонаті Європи 2002 року в Пермі, після того як зламав руку в спарингу.
В 2001 на чемпіонаті світу програв у відбірковому турі росіянину Султану Ібрагімову — 12:15.
В 2002 на турнірі в Фінляндії взяв золото, перемігши близьким рішенням російського боксера Олександра Алексєєва — 22:21.
В 2003 на чемпіонаті світу програв реванш Одланьєру Солісу — 7:12.
На чемпіонаті Європи 2004 переміг німця Александра Повернова. Не брав участі в Олімпійських іграх, хоч і переміг в останньому відбірковому турнірі в Гетеборзі. В 2007 звів внічию поєдинок з Роберто Каммарелле.
У 2005 році на чемпіонаті світу завоював бронзу, поступившись у півфіналі в третій зустрічі Одланьєру Солісу —— 11:25.

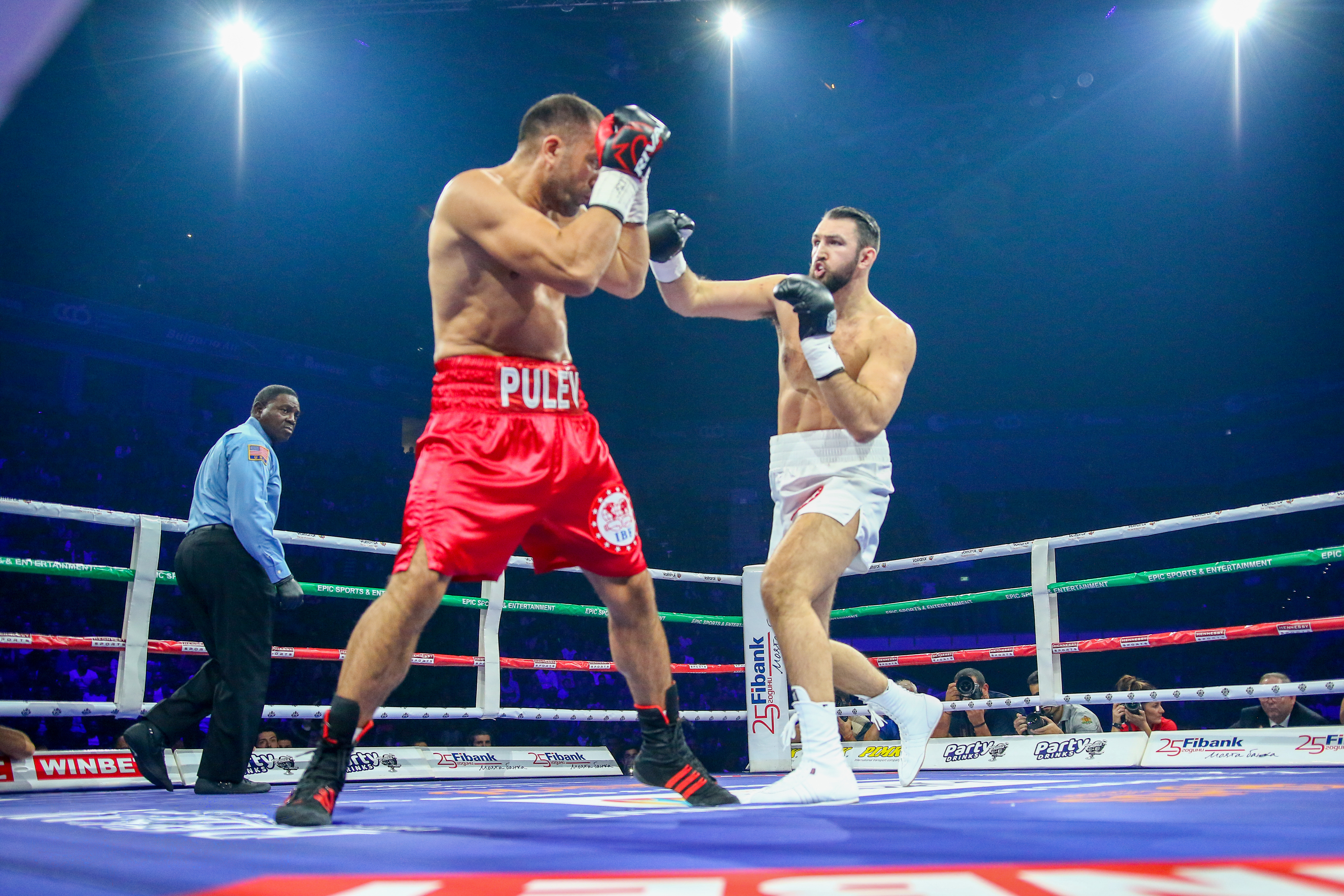
Пулев в бою проти Г'юї Ф'юрі

У 2008 році взяв золото на чемпіонаті Європи в Ліверпулі. У фіналі переміг росіянина Дениса Сергєєва — 9:2.
У 2009 році на чемпіонаті світу дійшов до 1/8 фіналу, в якому програв італійцеві Роберто Каммарелле.
Так само за любительську кар'єру Пулев перемагав Магомеда Абдусаламова, Романа Капітоненко, В'ячеслава Глазкова, Чжана Чжілей, Ярославаса Якшто і багатьох інших відомих боксерів.

## Професійна кар'єра
Перший професійний бій Кубрат, якого називають «Кобра», провів 19 вересня 2009 року і нокаутував румунського боксера Флоріана Бенче у другому раунді. Через місяць в Берліні нокаутував турка Сердара Усала. Третій бій Пулев провів проти дуже сильного і досвідченого нігерійського боксера, чемпіона Африки, Гбенгу Олоукуна, і виграв його за очками. Наступний бій Кубрат провів проти американського джорнімена Зака Пейджа, якого переміг за очками.
Свій п'ятий поєдинок Кубрат провів у січні 2010 року, і нокаутував в 4-му раунді колишню зірку англійського боксу Метта Скелтона. Так само в 2010 році виграв в Бельгії у француза Ісосса Мондо, повернувшись до Німеччини в травні нокаутував Денні Батчелдера і дискваліфікацією переміг величезного російського боксера Євгенія Орлова. В кінці року Пулев переміг відомого боксера Домініка Гуїнна, який досить активно почав бій, але Кубрат вже з другого раунду задав свій темп поєдинку, і переломив його на свою користь. 18 грудня з розгромним рахунком (80-72 у всіх суддів) переміг в восьмираундовому бою італійця Паоло Відоца.
У лютому 2011 року, Кубрат Пулев переміг колишнього претендента на титул чемпіона Європи українця Ярослава Заворотнього. 7 травня Кубрат нокаутував американця Дерріка Россі. 16 липня болгарин переміг за очками українського боксера Максима Педюру. 22 жовтня Кубрат вийшов на перший титульний бій: у 12-раундовому поєдинку він з розгромним рахунком переміг за очками американця Тревіса Волкера в бою за вакантний титул інтернаціонального чемпіона за версією IBF.

### Бій з Олександром Димитренком
В Ерфурті 5 травня 2012 відбувся бій за вакантний титул чемпіона Європи. Роберт Хеленіус через травму в бою з Дереком Чісорою змушений був відмовитися від титулу, і EBU зобов'язала провести бій Пулева проти колишнього володаря цього титулу Олександра Димитренко (Німеччина).
Фаворитом вважався болгарський боксер, який і показав у бою більш впевнену техніку захисту і нападу, хоча в перших раундах атаки Димитренко виглядали більш видовищними. Але до кінця поєдинку почала позначатися гематома над правим оком у Димитренко, отримана ще в першій половині бою, і його загальна втома, і в 11-му раунді після не дуже сильного джеба Димитренко звалився на канвас. Він зумів піднятися на коліна, але до закінчення відліку рефері так і не встав. Пулев переміг нокаутом.

### Бій з Володимиром Кличком
Кубрат Пулев вже неодноразово заявляв, що бажає зустрітися в бою з Володимиром Кличком. 9 травня 2014 року Кубрат Пулев був оголошений обов'язковим претендентом на титул чемпіона світу за версією IBF і на переговори про організацію бою з Кличком було відведено 30 днів. Трохи пізніше, в травні, з'явилася інформація, що такий бій запланований на 6 вересня 2014 в Гамбурзі (Німеччина), проте наприкінці серпня Кличко скасував бій через травму, і поєдинок був перенесений на 15 листопада 2014 року.
Поєдинок відбувся 15 листопада 2014 року в Гамбурзі. Бій проходив у середньому темпі. У першому ж раунді Пулев двічі побував в нокдауні. Обидва боксери часто використовували джеб, було багато ударів у клінчах. У 3 раунді чемпіон потряс претендента правим ударом, згодом відправивши його на канвас хуком зліва. У 5 раунді Кличко нокаутував Пулева лівим хуком. Пулев зазнав першої поразки на професійному рингу.
Відновившись після поразки важким нокаутом, Пулев провів два переможних бої з маловідомими суперниками в 2015 році і 7 травня 2016 року зустрівся в бою за вакантний титул чемпіона Європи за версією EBU з британцем Дереком Чісорою. Бій пройшов за сценарієм болгарина, і його результатом стала перемога Пулева розділеним рішенням — 116-112, 118-110 і 113-115.
3 грудня 2016 року Пулев достроково переміг колишнього чемпіона WBC Семюеля Пітера, вигравши вакантний титул WBA Intercontinental.
28 квітня 2017 року Пулев перебоксував американця Кевіна Джонсона і, оскільки Володимир Кличко вирішив не проводити реванш з чемпіоном WBA Super і IBF Ентоні Джошуа, Пулев став обов'язковим суперником для британця на осінь 2017 року. Бій між Кубратом Пулевим і Ентоні Джошуа мав відбутися 28 жовтня 2017 року в Кардіффі, але за дві неділі до бою Пулев повідомив, що отримав травму, і відмовився від бою.

### Бій за статус обов'язкового претендента
У березні 2018 року IBF оголосила, що обов'язковий претендент на титул чемпіона за версією цієї організації визначиться в поєдинку Кубрата Пулева і американця Домініка Брізіла, але Брізіл відмовився від бою з Пулевим на користь бою з чемпіоном WBC Деонтеєм Вайлдером. У квітні 2018 IBF призначила нову пару претендентів: Кубрат Пулев — Ділліан Вайт, але після того як промоутерські торги завершилися поразкою для команди Вайта і бій повинен був відбутися в Болгарії, Вайт відмовився від бою з Пулевим. В IBF прийняли рішення призначити нового суперника Пулеву — американця Джаррела Міллера, але після промоутерських торгів, в яких знов виграла промоутерська компанія Epic Sports і бій знов планувався в Болгарії, Міллер теж відмовився від бою. Врешті решт на бій за статус обов'язкового претендента за версією IBF проти Кубрата Пулева погодився британець Г'юї Ф'юрі. Бій відбувся 27 жовтня 2018 року в Софії. Незважаючи на те, що Ф'юрі був точнішим, він мало атакував, і результатом бою стала одноголосна перемога за очками болгарина. Пулев знов став обов'язковим претендентом на титул чемпіона за версією IBF.

### Бій з Ентоні Джошуа
12 грудня 2020 року Пулев здійснив другу спробу стати чемпіоном світу, зустрівшись в бою з чемпіоном WBA Super, WBO, IBF і IBO британцем Ентоні Джошуа. Бій проходив з перевагою чемпіона. В третьому раунді Пулев двічі побував в нокдауні, а в дев'ятому після серії потужних ударів Джошуа болгарин опинився спочатку знов в нокдауні, а після продовження бою — в нокауті.

## Таблиця боїв
| 32 Перемоги (14 нокаутом), 3 Поразки (2 нокаутом, 1 за рішення суддів), 0 Нічиїх. |                           |        |          |      |                   |                                |                                                                            |
| Результат                                                                         | Противник                 | Спосіб | Раунд    | Час  | Дата              | Місце проведення               | Примітки                                                                   |
| 35 (32-3)                                                                         | Мануель Чарр (34-4)       | UD     | 12       |      | 7 грудня 2024     | Софія, Болгарія                | Завоював титул «регулярного» чемпіона WBA (Regular) у важкій вазі          |
| 34 (31-3)                                                                         | Ігор Шевадзуцький (22-10) | UD     | 12       |      | 30 березня 2024   | Софія, Болгарія                |                                                                            |
| 33 (30-3)                                                                         | Анджей Вавжик (34-2)      | UD     | 12       |      | 14 грудня 2023    | The Hangar, Коста-Меса, США    |                                                                            |
| 32 (29-3)                                                                         | Дерек Чісора (32-12)      | SD     | 12       |      | 9 липня 2022      | О2 Арена, Лондон               |                                                                            |
| 31 (29-2)                                                                         | Джеррі Форрест (26-4-2)   | UD     | 10       |      | 14 травня 2022    | The Forum, Інґлвуд, Каліфорнія |                                                                            |
| 30 (28-2)                                                                         | Ентоні Джошуа (24-1-0)    | KO     | 9 (з 12) | 2:58 | 12 грудня 2020    | Вемблі, Лондон                 | Бій за титули чемпіона WBA Super, WBO, IBF і IBO у важкій вазі             |
| 29 (28-1)                                                                         | Райделл Букер (26-2)      | UD     | 10       |      | 9 листопада 2019  | Фресно, Каліфорнія             |                                                                            |
| 28 (27-1)                                                                         | Богдан Діну (18-1)        | KO     | 7 (з 10) | 2:40 | 23 березня 2019   | Коста-Меса, Каліфорнія         |                                                                            |
| 27 (26-1)                                                                         | Г'юї Ф'юрі (21-1)         | UD     | 12       |      | 27 жовтня 2018    | Софія, Болгарія                |                                                                            |
| 26 (25-1)                                                                         | Кевін Джонсон (30-7-1)    | UD     | 12       |      | 28 квітня 2017    | Софія, Болгарія                | Бій за титул WBA Inter-Continental у важкій вазі                           |
| 25 (24-1)                                                                         | Семюель Пітер (36-5)      | RTD    | 3 (з 12) | 3:00 | 3 грудня 2016     | Софія, Болгарія                | Бій за вакантний титул WBA Inter-Continental у важкій вазі                 |
| 24 (23-1)                                                                         | Дерек Чісора (25-5)       | SD     | 12       |      | 7 травня 2016     | Гамбург, Німеччина             | Бій за вакантний титул чемпіона Європи за версією EBU у важкій вазі        |
| 23 (22-1)                                                                         | Моріс Гарріс (26-20)      | KO     | 1 (з 8)  | 1:59 | 5 грудня 2015     | Гамбург, Німеччина             |                                                                            |
| 22 (21-1)                                                                         | Джорж Аріас (56-13)       | UD     | 8        |      | 17 жовтня 2015    | Карлсруе, Німеччина            |                                                                            |
| 21 (20-1)                                                                         | Володимир Кличко (62-3-0) | KO     | 5 (з 12) | 2:11 | 15 листопада 2014 | Гамбург, Німеччина             | Бій за титул чемпіона IBF у важкій вазі (17-ий захист Володимира Кличка)   |
| 20 (20-0)                                                                         | Івіца Перкович (20-23)    | RTD    | 3 (з 8)  | 3:00 | 5 квітня 2014     | Росток, Німеччина              |                                                                            |
| 19 (19-0)                                                                         | Джой Абель (29-6)         | RTD    | 4 (з 12) | 3:00 | 14 грудня 2013    | Нойбранденбург, Німеччина      | Бій за титул чемпіона IBF International у важкій вазі (5-ий захист Пулева) |
| 18 (18-0)                                                                         | Тоні Томпсон (38-3)       | UD     | 12       |      | 24 серпня 2013    | Шверін, Німеччина              | Бій за титул IBF International у важкій вазі (4-ий захист Пулева)          |

## Цікаві факти
Отримав своє ім'я на честь видатного діяча болгарської історії VII століття хана Кубрата (Курта) з роду Дуло, засновника древнеболгарского царства в Причорномор'ї - т. з. Великої Болгарії - зі столицею в Фанагорії, батька засновника Першого Болгарського царства (681-1018) Аспаруха. Також першим прийняв християнство - задовго до офіційного хрещення дунайської Болгарії в 864 році.